# Corte Superior de Justicia de Huancavelica
La Corte Superior de Justicia de Huancavelica es el tribunal de apelación cuya sede es la ciudad de Huancavelica, capital del departamento homónimo y cuya competencia se extiende a todo el Distrito Judicial de Huancavelica. Fue creada el 18 de diciembre de 1942 durante el gobierno de Manuel Prado Ugarteche. 

## Historia
Esta Corte Superior fue creada el 18 de diciembre de 1942 mediante Ley N° 9696 durante el mandato del presidente Manuel Prado Ugarteche la misma que tendría jurisdicción sobre todas las provincias del departamento de Huancavelica. La instalación de esta corte se realizó el 6 de enero de 1944. El presidente de la corte fue el señor Alejandro Álvarez León .

## Competencia territorial
Según la organización territorial inicial, las Cortes Superiores tenían competencia territorial en el departamento de su sede, el mismo que se correspondía con un determinado Distrito Judicial. Sin embargo, esta división fue modificándose paulatinamente por razones de cercanía comunicativa. En la actualidad la Corte Superior de Justicia de Huancavelica es competente territorialmente sobre sólo cuatro de las provincias del Departamento de Huancavelica (Huancavelica, Angaraes, Acobamba y Castrovirreyna).

## Composición
La Corte Superior de Justicia de Huancavelica está conformada por 2 salas superiores. Una civil y una penales con sede en la ciudad de Huancavelica. Cada Sala está conformada por tres jueces superiores que, en el Perú, reciben la denominación de "vocales superiores". La reunión de todos los vocales superiores constituyen la "Sala Plena" que es el máximo órgano deliberativo de la Corte Superior.

## Presidente de la Corte Superior
De conformidad con los artículos 38 y 45 de la Ley Orgánica del Poder Judicial, los vocales eligen un Presidente de la Corte Superior. En el caso de Huancavelica, la elección se realiza el primer jueves del mes de diciembre cada dos años mediante votación secreta de los vocales superiores titulares.
El actual Presidente de la Corte Superior es el doctor René Edgar Espinoza Avendaño.